# Esperanto
O esperanto  é a língua planejada mais falada no mundo (Esperantujo, 120 países). Ao contrário da maioria das outras línguas planejadas, o esperanto já saiu dos níveis de projeto (publicação de instruções) e semilíngua (uso em algumas poucas esferas da vida social).
Seu iniciador, o médico Ludwik Lejzer Zamenhof, publicou a versão inicial do idioma em 1887 com a intenção de criar uma língua de mais fácil aprendizagem e que servisse como língua franca internacional para toda a população mundial (e não, como muitos supõem, para substituir todas as línguas existentes).
O esperanto é empregado em viagens, correspondência, intercâmbio cultural, convenções, literatura, ensino de línguas, televisão e transmissões de rádio e na atualidade principalmente na Internet. Alguns sistemas estatais de educação oferecem cursos opcionais de esperanto, e há evidências de que auxilia na aprendizagem dos demais idiomas.
Atualmente é uma língua com uma comunidade de mais de 400.000 - 2.000.000 de falantes de todos os níveis espalhados pelo mundo, segundo estimativas de final de século unidas às mais recentes. Apenas na Duolingo há mais de 400.000 estudantes ativos mensais para a versão em inglês do curso de esperanto e mais de meio milhão nos cursos disponíveis em espanhol, francês e português  e estima-se que mais de 210.000 concluíram o curso até 2020. De todos os falantes, cerca de 1.000 são falantes nativos de esperanto. Na Polônia, o esperanto está na lista do patrimônio cultural imaterial. Como idioma, goza de certo reconhecimento internacional, por exemplo, duas resoluções da Unesco (sua revista está em esperanto)  ou o apoio de personalidades da vida pública.
Apesar da facilidade gramatical, o esperanto enfrenta dificuldade de ser adotado como língua auxiliar universal.

## Origem do nome
"Esperanto" é formado pela junção do radical esper (em esperanto, com origem no latim sperare, "esperar"), da desinência ant (própria do particípio presente) e da desinência o (dos substantivos). Significa, portanto, " aquele que espera", "aquele que tem esperança".

## História

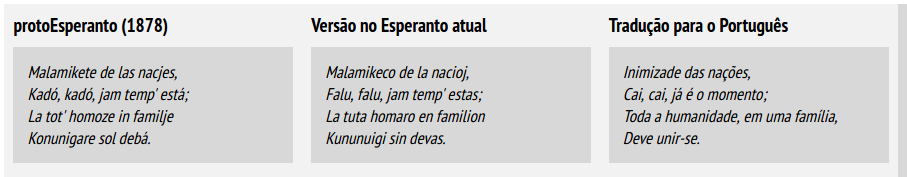
Tabela comparando o protoesperanto com o esperanto atual e apresentando uma tradução em português

Ludwik Lejzer Zamenhof vivia em Białystok na atual Polônia (na época Império Russo). Em Białystok, moravam povos com diversas línguas diferentes que, por esta causa, fazia com que dificultasse a comunicação no cotidiano da população da cidade. Estes motivos motivaram Zamenhof a criar uma língua neutra.
Durante a adolescência, criou a primeira versão da lingwe universala, uma espécie de esperanto arcaico. O seu pai, entretanto, fê-lo prometer deixar de trabalhar no seu idioma para se dedicar aos estudos. Zamenhof então foi para Moscou estudar medicina. Em uma de suas visitas à terra natal, descobriu que seu pai queimara todos os manuscritos do seu idioma.
Zamenhof pôs-se então a reescrever tudo, adicionando melhorias e fazendo a língua evoluir.
O primeiro livro sobre o esperanto foi lançado em 26 de julho de 1887, em russo, contendo as 16 regras gramaticais, a pronúncia, alguns exercícios e um pequeno vocabulário. Logo depois, mais edições do Unua Libro foram lançadas em alemão, polaco e francês. O número de falantes cresceu rapidamente nas primeiras décadas, primordialmente no Império Russo e na Europa Oriental, depois na Europa Ocidental, nas Américas, na China e no Japão. Muitos desses primeiros falantes vinham de outro idioma planificado: volapük. As primeiras revistas e obras originais em esperanto começaram a ser publicadas.
Em 1905, aconteceu o primeiro Congresso Universal de Esperanto, em Bolonha-sobre-o-Mar, na França, juntando quase mil pessoas, de diversos povos. Em 1906, foi fundado, no Brasil, o primeiro grupo esperantista: o Suda Stelaro, em Campinas.
Todo o movimento esperantista avançava a passos largos e seguros, mas, com o advento das duas guerras mundiais, o movimento teve um recuo: as tropas comandadas por Hitler perseguiam e matavam os esperantistas na Alemanha e nos países dominados por esta; as tropas de Stalin faziam o mesmo na Rússia; a família de Zamenhof foi dizimada; no Japão e na China, a perseguição ao esperanto também ganhou proporções assustadoras.
Após a segunda  guerra mundial, o esperanto reergueu-se. Em 1954, a Organização das Nações Unidas para a Educação, a Ciência e a Cultura passou a reconhecer formalmente o valor do esperanto para a educação, a ciência e a cultura, e, em 1985, a mesma Organização das Nações Unidas para a Educação, a Ciência e a Cultura recomendou, aos países-membros, a difusão do esperanto.
Após 1995, com a popularização e disseminação da internet, o movimento esperantista ganhou uma nova força propulsora. Uma evidência do maior interesse contemporâneo pelo esperanto é o considerável número de artigos na Wikipédia em esperanto: mais de 189 000, em dezembro de 2013, com índice de profundidade 18 — número maior que o de muitas línguas étnicas.
Em 2022, a Wikipédia em Esperanto contava com 322.216 artigos. Em abril de 2024 já possuía 352.076 artigos.

## Propriedades linguísticas

### Classificação
O esperanto é uma língua aglutinante, sem gêneros gramaticais para entidades assexuais, sem conjugação de verbos variáveis por pessoa ou número e com três modos — indicativo, imperativo e subjuntivo, além das formas nominais do verbo e seis particípios; tem apenas dois casos morfológicos: o acusativo e o nominativo.
Como uma língua construída, o esperanto não é relacionado genealogicamente a nenhuma língua étnica; pode ser descrito como uma língua de léxico predominantemente românico e de morfologia aglutinante. A fonologia, a gramática, o vocabulário e a semântica são baseados em línguas indo-europeias ocidentais. Os fonemas são essencialmente eslavos, assim como muito da semântica, enquanto o vocabulário é derivado primordialmente de línguas românicas, com uma menor contribuição de línguas germânicas e algumas palavras de várias outras línguas (o dicionário etimológico de esperanto "Konciza Etimologia Vortaro", de André Cherpillod, faz referência a 110 línguas).
A pragmática e outros aspectos da língua não descritos especificamente nos documentos originais de Zamenhof foram influenciados pelas línguas nativas dos primeiros falantes, principalmente russo, polonês, alemão e francês. A relação entre grafemas e fonemas é biunívoca (uma letra para cada som e um som para cada letra) e a morfologia é extremamente regular e fácil de aprender.
Tipologicamente, a ordem sintática padrão do esperanto é sujeito-verbo-objeto e adjetivo-substantivo. Novas palavras podem ser formadas a partir de processos de construção com morfemas já existentes na língua, ou podem ser introduzidas como neologismos.

### Fonologia

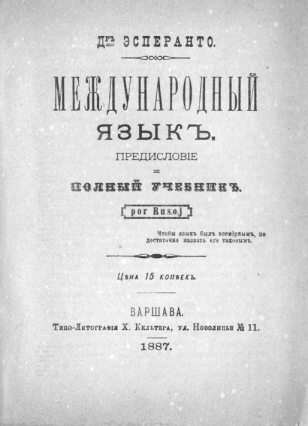
Primeira edição do Unua Libro, em russo

O esperanto tem cinco vogais e 23 consoantes, das quais duas são semivogais. Não há tons. A sílaba tônica é sempre a penúltima (paroxítona), a não ser que a palavra tenha apenas uma vogal ou que a vogal final tenha sido omitida (situação em que é tónica a última sílaba; neste caso, é graficamente substituída por um apóstrofo: kastelo = kastel’) - recurso estilístico para a poesia.

#### Consoantes
|             | Bilabial | Bilabial | Labio- dental | Labio- dental | Alveolar | Alveolar | Pós- alveolar | Pós- alveolar | Palatal | Palatal | Velar | Velar | Glótico | Glótico |
| Plosiva     | p        | b        |               |               | t        | d        |               |               |         |         | k     | g     |         |         |
| Nasal       |          | m        |               |               |          | n        |               |               |         |         |       |       |         |         |
| Vibrante    |          |          |               |               |          | ɾ        |               |               |         |         |       |       |         |         |
| Fricativa   |          |          | f             | v             | s        | z        | ʃ             | ʒ             |         |         | x     |       | h       |         |
| Africada    |          |          |               |               | ʦ        |          | ʧ             | ʤ             |         |         |       |       |         |         |
| Lateral     |          |          |               |               |          | l        |               |               |         |         |       |       |         |         |
| Aproximante | u̯        | u̯        |               |               |          |          |               |               |         | j       |       |       |         |         |

#### Vogais
|         | Anterior | Posterior |
| ------- | -------- | --------- |
| Fechada | i        | u         |
| Média   | ɛ        | o         |
| Aberta  | a        | a         |

### Gramática
A gramática segue poucas regras simples, entre elas as chamadas 16 regras do esperanto, sendo porém necessário algum estudo para uma aprendizagem satisfatória.
As palavras são formadas pela junção regular de radicais (prefixos, sufixos e outros), de modo que "novas" palavras criadas ad hoc são compreendidas trivialmente através da sua análise morfológica (inconsciente, no caso de falantes fluentes).
As diferentes classes gramaticais são marcadas por desinências próprias: substantivos recebem a desinência -o, adjetivos recebem a desinência -a, advérbios derivados recebem a desinência -e e todos os verbos recebem uma de seis desinências de tempos e modos verbais.
A pluralidade é marcada nos substantivos e adjetivos concordantes pela desinência j, e o caso acusativo é marcado pela desinência n, cuja ausência indica o nominativo. Assim, bela birdo significa "bela ave", belaj birdoj, "belas aves", e belajn birdojn, como em mi vidas belajn birdojn ("eu vejo belas aves"), "belas aves" complementando diretamente uma ação (nesse caso, sendo vistas).
| Substantivo | Nominativo | Acusativo |
| ----------- | ---------- | --------- |
| Singular    | -o         | -on       |
| Plural      | -oj        | -ojn      |

| Adjetivo | Nominativo | Acusativo |
| -------- | ---------- | --------- |
| Singular | -a         | -an       |
| Plural   | -aj        | -ajn      |

As seis inflexões são três tempos e três modos verbais. O tempo presente é marcado por as, o futuro por os, e o passado por is; o modo infinitivo é marcado por i, o condicional por us, e o volitivo (imperativo + conjuntivo) por u. Assim: mi vidas, "vejo"; mi vidos, "verei"; mi vidis, "vi"; vidi, "ver"; mi vidus, "eu veria"; ni vidu, "vejamos". As desinências não variam de acordo com a pessoa.
| Tempo verbal | Desinência |
| ------------ | ---------- |
| Presente     | -as        |
| Passado      | -is        |
| Futuro       | -os        |

| Modo verbal | Desinência |
| ----------- | ---------- |
| Infinitivo  | -i         |
| Volitivo    | -u         |
| Condicional | -us        |

Além dessas formas, o verbo pode se apresentar na forma de particípio. São os particípios do esperanto:
| \| \| Desinência do Particípio \| Desinência do Particípio \| \| Tempo \| Ativo \| Passivo \| \| -------- \| ------------------------ \| ------------------------ \| \| Presente \| -anta \| -ata \| \| Passado \| -inta \| -ita \| \| Futuro \| -onta \| -ota \| |                          |         |
| | Desinência do Particípio |         |
| Tempo | Ativo                    | Passivo |
| Presente | -anta                    | -ata    |
| Passado | -inta                    | -ita    |
| Futuro | -onta                    | -ota    |

Terminados em -a, os particípios são usados com o verbo esti (ser/estar) para a formação de tempos compostos. A desinência -a pode também designar um adjetivo do particípio. Trocando-se o -a por -o, constrói-se um substantivo do particípio, e por -e, um advérbio do particípio.

### Vocabulário
O vocabulário original do esperanto foi definido em Lingvo internacia, publicado por Zamenhof em 1887. Trata-se de uma compilação de 900 radicais, passíveis de expansão para dezenas de milhares de palavras com prefixos, sufixos e composição. Em 1894, Zamenhof publicou o primeiro dicionário de esperanto, Universala Vortaro, com uma maior quantidade de radicais. As próprias regras da língua permitem a introdução de novos radicais de acordo com a necessidade, recomendando apenas que isso seja feito a partir das formas mais internacionais.
Desde então, muitas palavras têm sido "emprestadas", basicamente mas não apenas de línguas da Europa ocidental. Nem todas as novas palavras propostas entram em uso generalizado, mas muitas o fazem, especialmente termos técnicos e científicos. Termos para uso cotidiano, por sua vez, geralmente são feitos a partir de outros radicais — por exemplo, komputilo (computador) a partir de komputi (computar) com o uso do sufixo il (para indicar ferramentas). Há frequentes debates entre esperantófonos sobre a justificabilidade da introdução de uma palavra em particular e sobre as possibilidades de alcançar o sentido pretendido através da construção de palavras com elementos já existentes.

### Sistema de escrita
O esperanto é escrito através de uma versão modificada do alfabeto latino, ao qual foram incluídas seis letras com sinais diacríticos: ĉ, ĝ, ĥ, ĵ, ŝ e ŭ. A língua não inclui as letras q, w, x e y, que podem porém ser encontradas em textos no seio de palavras não assimiladas oriundas de outras línguas.
O alfabeto contém 28 letras:
Todas as letras são pronunciadas como seus equivalentes minúsculos no Alfabeto Fonético Internacional, à exceção das seguintes:
| Letra | Pronúncia |
| ----- | --------- |
| c     | [ʦ]       |
| ĉ     | [ʧ]       |
| ĝ     | [ʤ]       |
| ĥ     | [x]       |
| ĵ     | [ʒ]       |
| ŝ     | [ʃ]       |
| ŭ     | [u̯]       |

A impossibilidade de se escrever as letras com sinais diacríticos em certos meios fez com que se adotassem convenções substitutivas. Zamenhof, ainda nos primeiros anos da língua, recomendou o uso de "h" após as letras "c", "g", "h", "j" e "s" para formar "ĉ", "ĝ", "ĥ", "ĵ" e "ŝ". Uma convenção semelhante, mas com o "x", usando-o também para o "ŭ" ("cx" = "ĉ", "ux" = "ŭ", etc.), foi criada originalmente para utilização em telegrafia, evitando situações de ambiguidade entre o "h" ortográfico e este "h" substituto de diacrítico; muito usado nas últimas décadas, principalmente em meio eletrônico, com a popularização da internet.
Em setembro de 2006, a Seção de Pronúncia da Academia de esperanto propôs uma resolução sobre o uso de sistemas diferentes de escrita sob circunstâncias e necessidades especiais: a "substituição [das letras acentuadas por outros signos ou combinação de signos], quando for apenas um meio técnico que não objetive reformas da ortografia do esperanto, e quando ele não causar confusão alguma, não deve ser visto como contrária ao Fundamento". Assim, o uso do esperanto em código Morse, braile, taquigrafia e com a letra x em substituição aos sinais diacríticos é considerado correto por esta Academia, sob circunstâncias específicas.

#### Braille
|          |           |          |          |         |          |          |
| A (1)    | B (12)    | C (14)   | Ĉ (146)  | D (145) | E (15)   | F (124)  |
|          |           |          |          |         |          |          |
| G (1245) | Ĝ (12456) | H (125)  | Ĥ (1256) | I (24)  | J (245)  | Ĵ (2456) |
|          |           |          |          |         |          |          |
| K (13)   | L (123)   | M (134)  | N (1345) | O (135) | P (1234) | R (1235) |
|          |           |          |          |         |          |          |
| S (234)  | Ŝ (2346)  | T (2345) | U (136)  | Ŭ (346) | V (1236) | Z (1356) |

## Razões alegadas para adesão ao esperanto

### Problema linguístico
Muitos esperantófonos tomaram a iniciativa de aprender esperanto pelo chamado lingva problemo (literalmente, problema linguístico). Uma das maiores faces desse problema é o chamado imperialismo cultural, que encerra, em si, o favorecimento a poucos grupos linguísticos, e a pouca praticidade da estrutura vigente de comunicação entre sujeitos sociais de línguas diferentes. Vários estudiosos têm se debruçado sobre esses aspectos. Izabel Cristina Oliveira Santiago levanta várias ocasiões históricas em que o custo de traduções alcança níveis questionáveis: "Nova Délhi, 1968. A Conferência da Organização das Nações Unidas sobre Comércio e Desenvolvimento custou mais de 2 milhões de dólares dos Estados Unidos, sendo que mais da metade disso foi gasto com o uso de apenas quatro línguas — tidas como predominantes. [...] só em 1976, por exemplo, em vez de serem investidos na alimentação das multidões de famintos, 700 mil dólares dos Estados Unidos foram gastos para traduzir, em seis línguas, os relatórios sobre a fome mundial." O psicólogo e ex-tradutor das Organização das Nações Unidas, Claude Piron (Bélgica, 1931 - 22 de janeiro de 2008), dedicou-se à temática, abordando-a sob um ponto de vista psicológico a partir de vastíssimo material bibliográfico e documental, tratando a insistência no atual modelo de comunicação internacional como uma neurose.

## Comunidade esperantófona

### Geografia e demografia
Esperantófonos são mais numerosos na Europa e Ásia Oriental do que nas Américas, África e Oceania, e mais numerosos em áreas urbanas do que em rurais. Na Europa, é mais comum nos países do norte e do leste; na Ásia, na China, na Coreia, no Japão e no Irã; nas Américas, no Brasil, na Argentina e no México; na África, no Togo e em Madagascar.
Uma estimativa do número de esperantófonos foi feita por Sidney S. Culbert, um professor de psicologia aposentado da Universidade de Washington e esperantista de longa data que rastreou e avaliou esperantófonos em áreas de amostragem em dezenas de países por mais de vinte anos. Culbert concluiu que entre um e dois milhões de pessoas falam esperanto no nível 3 da escala ILR (competência linguística para trabalho profissional). A estimativa de Culbert não foi feita apenas para o esperanto; incluía-se numa listagem de estimativas para todas as línguas com mais de um milhão de falantes, publicada anualmente no The World Almanac and Book of Facts. Uma vez que Culbert nunca publicou os resultados detalhados para países e regiões particulares, é difícil verificar a precisão de seus resultados.

### Cultura

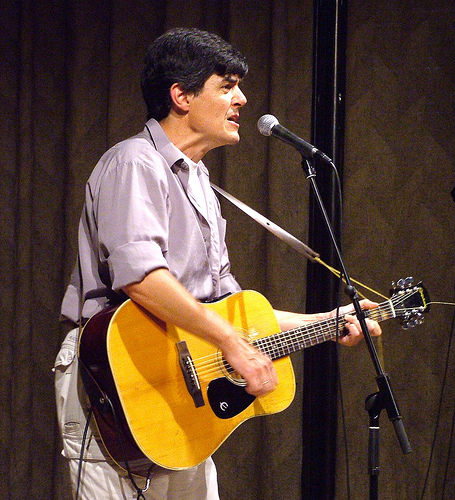
O cantor de rock JoMo (Jean-Marc Leclercq) lançou seu primeiro disco solo com composições em esperanto em 2001.

Como uma língua planejada, o esperanto realmente não possuía a princípio uma cultura, mas os mais de 130 anos de história (desde 1887) e divulgação da língua geraram o que poderíamos chamar como uma cultura multinacional esperantista. Algumas pessoas acusam-no quanto a ser um "idioma universal" por não apresentar cultura, literatura, falantes nativos e por outras razões. Em contrapartida, já há elementos de cultura própria do esperanto, há um acervo considerável de músicas e obras literárias originais na língua (inclusive alguns escritores, como William Auld, que já foram indicados ao Nobel de Literatura por suas obras originais em esperanto), há pessoas que têm o esperanto como língua materna (na maioria dos casos, poliglotas) e a língua é usada em todos os continentes.
O esperanto não veio de uma cultura específica, mas formou uma. Esperantistas falam em esperanto e sobre esperanto, usando termos, gírias, sarcasmos e uma série de expressões próprias do meio esperantista, alguns aspectos comuns de todos os esperantistas podem definir tal cultura.
A literatura em esperanto, consistindo de obras traduzidas e escritas diretamente na língua é altamente universalista, pois são adicionadas à literatura esperantista as melhores obras de cada nação, juntamente com os aspectos particulares de cada uma, assim como as crenças e costumes típicos de cada povo. Nas obras escritas diretamente em esperanto, vemos a mesma universalidade presente em toda a cultura esperantista.
Devido à ideia inicial de fraternidade do esperanto, a tolerância e respeito aos costumes e crenças dos vários povos consiste em um dos componentes dessa cultura; o repúdio ao imperialismo cultural é comum entre os esperantistas, e o desejo de intercâmbio e contato com outros povos apresenta-se na absoluta maioria dos esperantistas, muitas vezes consistindo um dos motivos do aprendizado da língua. Isso é comprovado na leitura do Manifesto de Praga, documento que sintetiza os objetivos comuns a todos os falantes do esperanto.

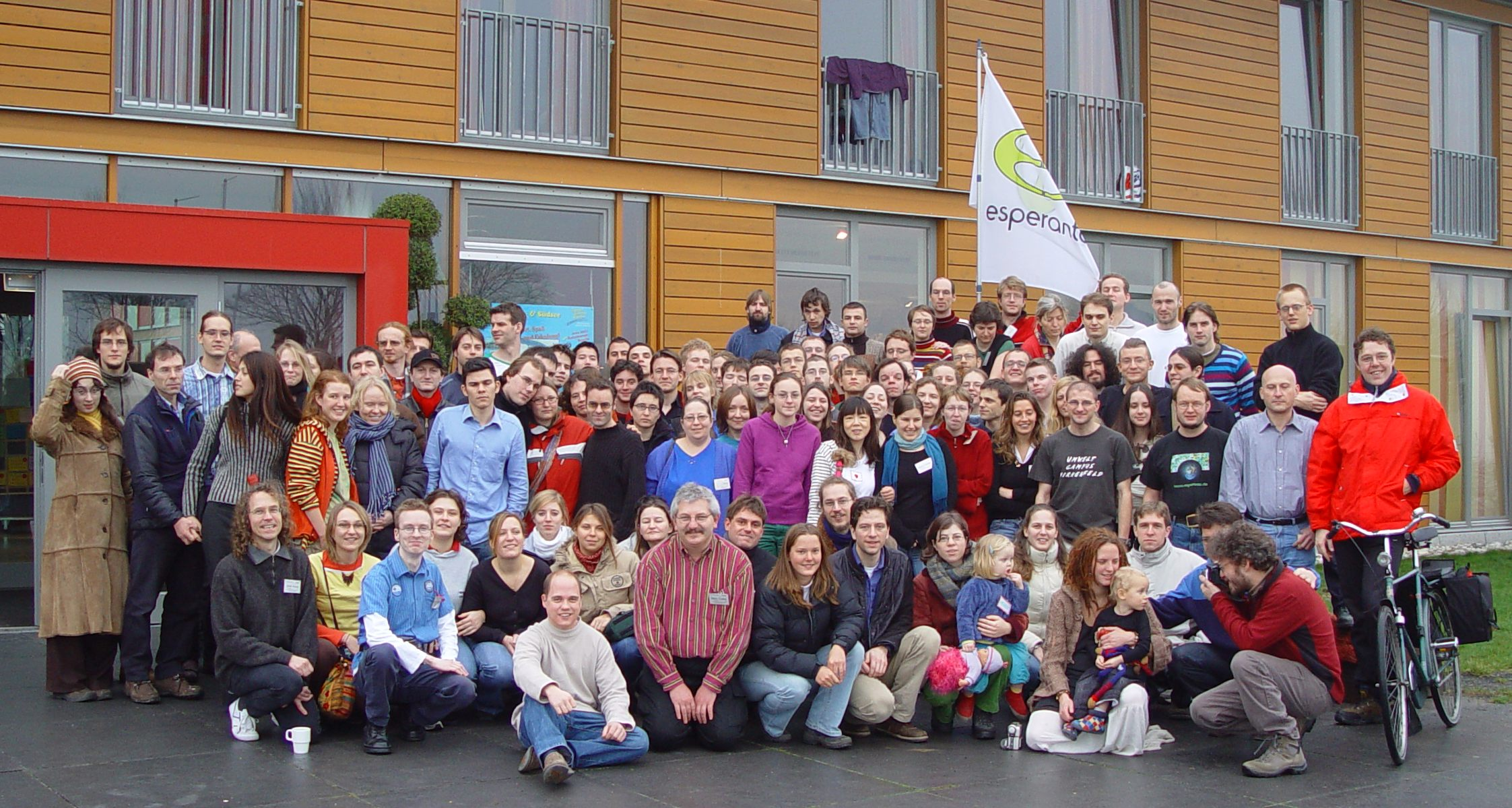
49º Internacia Seminario (2005-2006), em Xanten (Alemanha), encontro jovem internacional organizado pela Juventude Esperantista Alemã.

Além do desenvolvimento da cultura em torno da língua, é interessante notar que a causa esperantista parece atingir um grupo especial de indivíduos, tendo eles em comum o desejo de democracia e igualdade entre as nações. A constante entrada desses indivíduos no meio esperantista, faz com que sua cultura se desenvolva e se torne mais universalista a cada dia. Um excelente exemplo das particularidades da cultura esperantista são as expressões idiomáticas surgidas ao longo da evolução da língua, frutos diretos da comunicação internacional entre esperantistas.
Um argumento comum dos esperantistas é que o esperanto é uma língua democrática, pois através dela uma cultura não é imposta aos novos falantes, como é o caso do inglês, então caberia perguntar se essa cultura nova, gerada ao longo da evolução esperantista pós guerras não seria imposta aos povos que a adotarem como língua auxiliar. Isso certamente pode acontecer, mas por ser altamente universalista, ela tenderia a não causar males às culturas locais, e sim absorver para si mais e mais dessas culturas locais, a cultura da língua esperantista, se adotada pelos povos, seria então uma cultura comum, gerada por todas as nações, e que poderia até mesmo servir para aproximar algumas populações. No Manifesto de Praga, a democracia cultural é tratada como algo extremamente forte no esperanto.
Os Congressos Universais de Esperanto, realizados anualmente desde 1905 (excluindo-se o período das grandes guerras), alimentam e aprimoram a cultura esperantista. Nesses congressos é visível a plena existência de uma cultura geral, independente da nacionalidade de cada participante. Os Discursos de Zamenhof mostram alguns indícios dessas características de forma clara.

### Símbolos
Há alguns símbolos atribuídos pelo movimento esperantista a si mesmo ou à língua. Não há unanimidade no movimento esperantista a respeito da política do uso de símbolos, mas a maioria dos esperantistas reconhecem três símbolos: a estrela verde, a bandeira e o Jubilea Símbolo. Argumenta-se contra a estrela e a bandeira que elas dão um ar nacionalista ao objeto representado, podendo também ser confundido com ideários de outra natureza (o Islão e o movimento dito comunista, por exemplo).

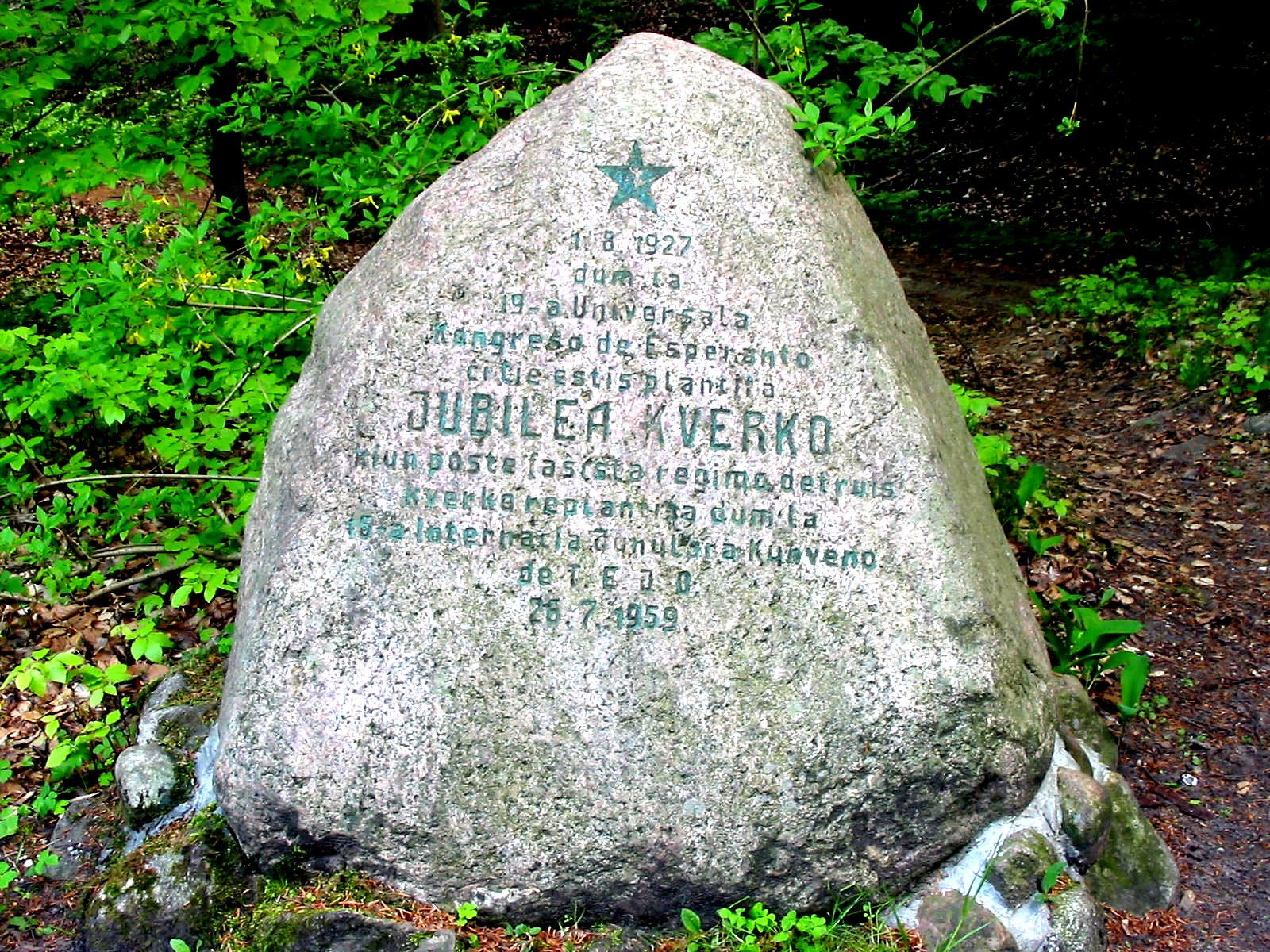
Memorial de 1959 em Sopot, na Polônia, com a estrela verde gravada

#### Estrela verde
O mais simples e antigo dos símbolos é a estrela verde de cinco pontas, usada, por exemplo, como broche ou adesivo para automóvel. Segundo a tradição, as cinco pontas representam os cinco continentes (segundo cálculo tradicional) e o verde simboliza a esperança. Zamenhof, entretanto, em 1911, já não tinha mais certeza de sua origem; a cor lhe fora proposta pelo irlandês A. Richard Henry Geoghegan, que depois lhe esclareceu que se tratava da cor nacional da Irlanda. Já em 1893, Louis de Beaufront propunha o uso do verde e da estrela em tudo que se relacionasse ao movimento. A consolidação da estrela como símbolo do esperanto data dos últimos anos do século XIX; da estrela na cor verde, provavelmente apenas em 1904.

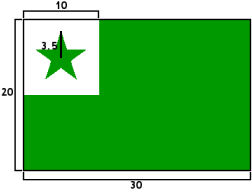
Bandeira com proporções.

#### Bandeira
A bandeira é uma espécie de extensão da estrela verde, retomando a mesma cor e significados, com a adição do branco, para representar paz e neutralidade. Era originalmente a bandeira do clube de esperanto de Bolonha-sobre-o-Mar (França). Foi adotada generalizadamente nessa cidade por ocasião do primeiro Congresso Universal de Esperanto, em 1905.

Uma das versões do jubilea simbolo.

#### Jubilea simbolo
O jubilea simbolo ("símbolo do jubileu") é um símbolo alternativo proposto para o esperanto, contendo a ideia interna da língua: juntar todos. As suas duas metades laterais representam a letra latina E (Esperanto) e a letra cirílica Э (Эсперанто), simbolizando a união do ocidente e do oriente. A ideia de usar as duas letras ocorreu por causa da Guerra Fria, quando as duas grandes potências estatais a se enfrentar tinham como línguas maternas o inglês (com alfabeto latino) e o russo (com alfabeto cirílico).
A sua elaboração foi promovida através de um concurso em 1983, por ocasião do centenário da língua (1987). A ideia original é do brasileiro Hilmar Ilton S. Ferreira. O símbolo é usado com cores diferentes, com ou sem contornos, de acordo com a opção do usuário.

## Esperanto e movimentos sociais
Existem diversos movimentos sociais e culturais que apoiam o esperanto de alguma forma.

### Centro de Mídia Independente
O Centro de Mídia Independente (CMI) é uma rede internacional formada por produtores de informação de ordem política e social que se autodeclaram independentes de quaisquer interesses empresariais ou governamentais. O site brasileiro do CMI possui versão em esperanto.

### Bona Espero
Bona Espero é uma escola e internato localizada no município de Alto Paraíso de Goiás, região norte do estado de Goiás, a 412 quilômetros de Goiânia (capital do estado) e a 280 quilômetros de Brasília (capital federal), que abriga crianças carentes da região onde a utilização e o ensino do esperanto é comum no dia a dia. A instituição vem sendo visitada por muitos esperantistas ao longo de seus mais de 50 anos de existência. Foi fundada por um grupo nordestino de esperantistas; hoje, é administrada pelo casal Gratapagglia, por Ursula (alemã) e Giuseppe (italiano), além de outros três diretores.

## Esperanto e religiões
Alguns grupos religiosos ao redor do mundo apoiam, de alguma forma, o esperanto.

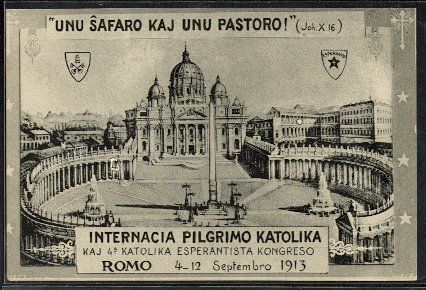
Cartão-postal feito por ocasião do 4º Congresso Católico Esperantista, de 4 a 12 de setembro de 1913 em Roma.

### Catolicismo
Em 1910, foi fundada a União Internacional Católica Esperantista, cujo órgão, a revista Espero Katolika, é o periódico em esperanto mais antigo ainda em atividade.
Papas (incluindo pelo menos o João Paulo II e Bento XVI) usaram o esperanto frequentemente no urbi et orbi multilíngue. A Radio Vaticana transmite semanalmente em Esperanto.

### Cristandade em geral
A Kristana Esperantista Ligo Internacia (Liga Internacional Cristã Esperantista) foi formada logo cedo na história do esperanto e é de orientação predominantemente protestante, mas também são filiados a ela católicos romanos e ortodoxos.
Há alguns apologistas e professores cristãos que usam o esperanto como um meio de comunicação. O pastor nigeriano Bayo Afolaranmi tem um grupo no Yahoo! chamado "Spirita nutraĵo" (alimento espiritual), que hospeda mensagens semanais desde 2003.

### Espiritismo
Em 1908, o espírita Camilo Chaigneau escreveu um artigo intitulado "O Espiritismo e o Esperanto" na revista de Gabriel Delanne (depois reproduzido no periódico "La Vie d'Outre-Tombe", de Charleroi, e na revista brasileira Reformador em 1909), recomendando o uso de Esperanto em uma "revista central" para todos os espíritas no mundo.
O esperanto, então, foi divulgado ativamente no Brasil por espíritas. Este fenómeno originou-se através de Ismael Gomes Braga e Francisco Valdomiro Lorenz, sendo o último um emigrante de origem checa que foi pioneiro de ambos os movimentos neste país.
Assim, a Federação Espírita Brasileira publica livros didáticos de esperanto, traduções das obras básicas do espiritismo e encoraja os espíritas a se tornarem esperantistas.
Por causa disso, no Brasil, muitos não esperantistas mal-informados têm a impressão de que o esperanto é "língua de espírita"; a contradizê-lo é de notar a discrepância entre o número relativamente elevado de espíritas entre os esperantófonos brasileiros (entre um quarto e um terço) e a insignificância do recíproco (número de espíritas brasileiros que falam esperanto, cerca de 1%). Este fenómeno não se verifica noutros países.

### Fé Bahá'í
A Fé Bahá'í encoraja o uso de uma língua auxiliar, e, sem endossar nenhuma língua específica, vê no esperanto um grande potencial para esse papel.
Lidja Zamenhof, filha do fundador do esperanto, tornou-se Bahá'i e foi uma destacada personalidade da embrionária Fé Bahá'í no início do século XX.

### Homaranismo
Zamenhof promoveu uma doutrina filosófica e religiosa chamada homaranismo, mas temeu que se confundissem as ideias da doutrina com o ideal pró-esperanto. Por esse e outros motivos, não se empenhou tanto em sua divulgação. Todavia, a maior parte dos adeptos do homaranismo hoje são esperantistas, tendo conhecido a doutrina através do esperanto.

### Islão
Ayatollah Khomeini do Irã fez um chamado oficial aos islâmicos ao aprendizado do esperanto e elogiou o uso dessa língua como um meio para melhor compreensão entre povos de diferentes religiões. Após sugerir que o esperanto substituísse o inglês como uma língua franca internacional, a língua foi introduzida nos seminários de Qom. Uma tradução do Corão em esperanto foi publicada pelo estado pouco tempo depois Khomeini e o governo iraniano passaram a fazer oposição ao esperanto em 1981 após notar que seguidores da Fé Bahá'i estavam interessados no esperanto.

### Oomoto
A religião oomoto encoraja o uso do esperanto entre seus seguidores, e inclui Zamenhof entre seus espíritos divinos.

### Pentecostalismo
A Congregação Cristã no Brasil recebeu uma versão em Esperanto, intitulada de Kristana Kongregacio en Brazilo.

### Traduções da Bíblia
A primeira tradução da Bíblia para esperanto foi uma tradução do Tanakh (Velho Testamento), feita por Zamenhof. A tradução foi revisada e comparada com traduções para outras línguas por um grupo de clérigos britânicos, antes de sua publicação na British and Foreign Bible Society em 1910. Em 1926, ela foi publicada junto com uma tradução do Novo Testamento, numa edição geralmente chamada de Londona Biblio. Nos anos 1960, Internacia Asocio de Bibliistoj kaj Orientalistoj tentou organizar uma nova e ecumênica versão da Bíblia em esperanto. Desde então, o pastor luterano Gerrit Berveling traduziu os Livros Deuterocanônicos, além de novas traduções dos Evangelhos, algumas das epístolas do Novo Testamento e alguns livros do Tanakh; estes foram publicados em várias brochuras separadas, ou em série na revista Dia Regno, mas os deuterocanônicos apareceram numa edição recente da Londona Biblio.

## Uso

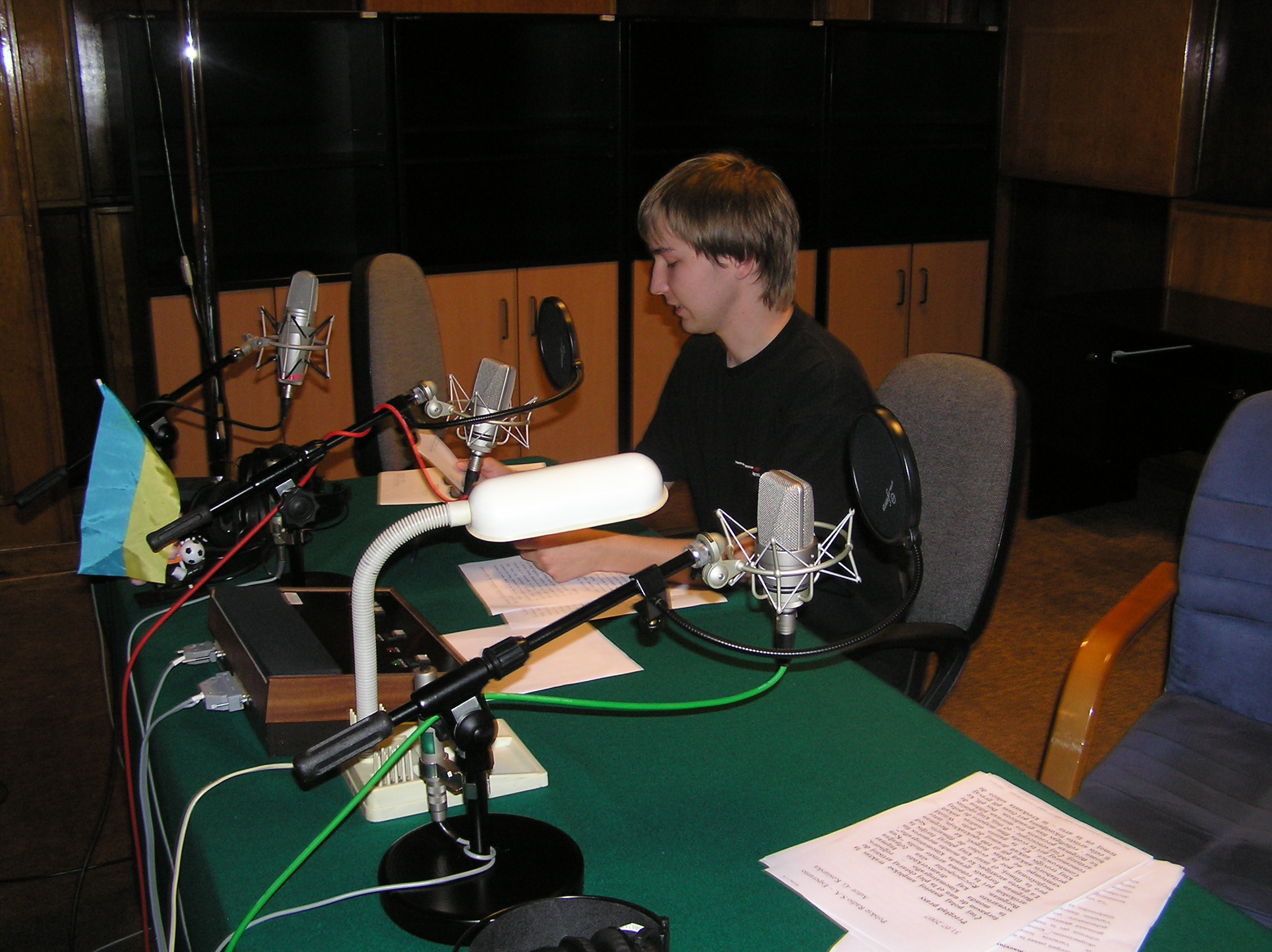
Łukasz Żebrowski, redator das transmissões em esperanto da Radio Polonia, em estúdio em Varsóvia

O esperanto é, frequentemente, usado para se ter acesso a uma cultura internacional, dispondo ele de um vasto leque de obras literárias, tanto traduzidas como originais. Há mais de 25 000 livros em esperanto, entre originais e traduções, além de mais de uma centena de revistas editadas regularmente. Muitos esperantófonos usam a língua para viajar livremente pelo mundo usando o Pasporta Servo, rede internacional de hospedagem solidária. Outros têm correspondentes em vários países diferentes através de serviços como o Esperanto Koresponda Servo.
Com o desenvolvimento da internet e sua maior popularização, as iniciativas de imprensa em esperanto têm se tornado mais fáceis, e pouco a pouco ela se desenvolve.
Atualmente, vários Estados subvencionam transmissões regulares em esperanto de suas estações de rádio oficiais, como República Popular da China, Polónia (diariamente), Cuba, Itália e Vaticano. Em menor escala, várias estações de rádio mantêm programas em ou sobre esperanto, como a Rádio Rio de Janeiro, que tem um departamento dedicado exclusivamente ao esperanto.
Anualmente, de 1 200 a 3 000 esperantistas encontram-se anualmente no Congresso Universal de Esperanto.
A língua mostra-se útil essencialmente para a troca de informações entre indivíduos de etnias diferentes que, doutra maneira, só seria realizada através de elementos mediadores (uma língua estranha a pelo menos um deles, um intérprete, organizações privadas, Estados etc.).
Comparado a uma língua étnica, o esperanto apresentou algumas utilidades particulares:

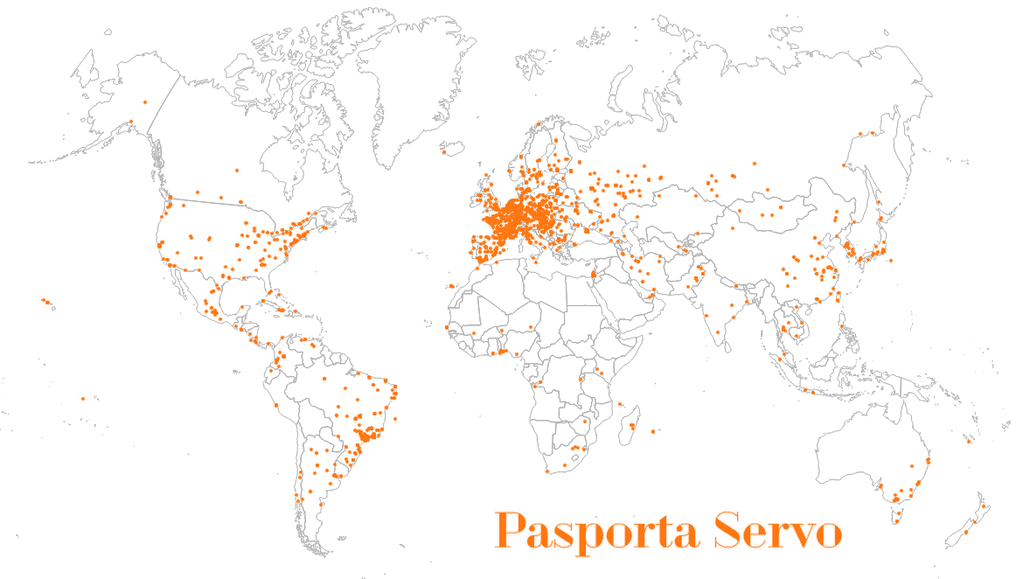
Mapa que indica onde há anfitriões do Pasporta Servo (2015).

- Efeito propedêutico: existem evidências de que estudar esperanto antes de estudar qualquer outra língua acelera e melhora a aprendizagem, pois aprender outras línguas estrangeiras a seguir é mais fácil que aprender a primeira, enquanto que o esperanto reduz os obstáculos associados com a "primeira língua estrangeira", esse fenômeno é conhecido como efeito propedêutico, sendo muito acentuado no esperanto.[39]

Num estudo, um grupo de estudantes do ensino secundário estudou esperanto durante seis meses e, depois, francês durante ano e meio, obtendo um melhor conhecimento de francês do que o grupo-controle, que estudou só o francês durante dois anos.
É provável que outras línguas planificadas também apresentem esse efeito no mesmo grau que o esperanto, mas devido ao maior número de falantes e melhor disponibilidade de material didático, a língua esperantista parece ser a mais recomendável para obter o efeito propedêutico.
- Traduções: a enorme flexibilidade do esperanto, a possibilidade do uso de diversas nuances, e a sua simplicidade gramatical tornam a língua uma ótima candidata para uma língua intermediária nas traduções.[39] Um ótimo exemplo foi o uso do esperanto para a tradução de alguns livros da editora Federação Espírita Brasileira para a língua japonesa, nesse caso, os originais em francês foram traduzidos para o esperanto, e do esperanto para o japonês, já que se tem um bom número de falantes de esperanto no Japão.[40]

## Esperantistas proeminentes

### Importantes esperantistas
- Ludwik Lejzer Zamenhof, oculista polonês e médico, inventor do esperanto.
- Muztar Abbasi, acadêmico paquistanês, patrono da PakEsA, traduziu o Alcorão para o esperanto e muitos outros trabalhos.
- William Auld, eminente poeta escocês e indicado ao Prêmio Nobel de Literatura
- Julio Baghy, poeta húngaro, membro da Academia de Esperanto e "Dad" ("Paĉjo") do movimento esperantista.
- Henri Barbusse, escritor francês, presidente honorário do primeiro congresso da Sennacieca Asocio Tutmonda.
- Kazimierz Bein, "Kabe", proeminente ativista e escritor esperantista que subitamente deixou o movimento Esperanto. Em sua referência, existe a expressão em esperanto ”kabei”, que significa “apostatar-se”, “abandonar”.
- Émile Boirac, escritor francês e primeiro presidente do comitê de língua esperantista (mais tarde a Academia de Esperanto)
- Antoni Grabowski, pai da poesia esperantista
- Boris Kolker, estudioso esperantista e membro chave da Academia de Esperanto
- John Edgar McFadyen, teólogo e tradutor
- Frederico Pujulà i Vallés, pioneiro do esperanto na Espanha
- Chuck Smith, esperantista americano e criador da Wikipédia em esperanto, um dos mais populares sites de esperanto. Primeiro líder de equipe do curso esperanto do Duolingo.
- Sándor Szathmári, figura de destaque da literatura esperantista

### Políticos
- Arno Philipp, educador, militar, escritor, tradutor, jornalista e político teuto-brasileiro. Primeiro esperantista no Brasil.
- Everardo Backheuser, acadêmico e político, notável por sua atuação intelectual na reforma urbana do Rio de Janeiro. Jornalista d'O Paiz e membro-fundador e primeiro secretário da Academia Brasileira de Ciências.
- José Artur Boiteux, jornalista, historiador, advogado, político, patrono do ensino superior em Santa Catarina.
- Kazimierz Badowski, fundador do Partido Comunista da Polônia, promoveu o esperanto como parte do movimento trotskista
- Richard Bartholdt, representante dos EUA no Missouri
- Robert Cecil, 1º Visconde Cecil de Chelwood, um dos arquitetos da Liga das Nações, recebeu o Prémio Nobel da Paz
- Parley Parker Christensen, político na Califórnia e Utah
- Willem Drees, político holandês, Primeiro Ministro dos Países Baixos (1948-1958)
- Małgorzata Handzlik, membro do Parlamento Europeu
- Jean Jaurès, político francês. Ele propôs ao Congresso Socialista Internacional em Stuttgart, em 1907, o uso do esperanto para a informação difundida pelo escritório da organização em Bruxelas.
- Franz Jonas, presidente da República da Áustria, Secretário da Liga Laborista Esperantista Austríaca e fundador do Internacio de Socialistaj Esperantistoj ("Internacional dos Esperantistas Socialistas")
- Heinz Fischer, presidente da República da Áustria
- Ho Chi Minh, primeiro presidente do Vietnã
- Josip Broz Tito, chefe do estado da Iugoslávia[41]

### Escritores
- Guimarães Rosa, poliglota, diplomata, e médico brasileiro, considerado o maior escritor brasileiro do século XX e um dos maiores de todos os tempos. Autor de "Grande Sertão: Veredas".
- František Lorenz (aportuguesado para Francisco Valdomiro Lorenz), tradutor e filósofo nascido no Império Austro-Húngaro. Um dos primeiros esperantistas do mundo e o segundo no Brasil. Falava mais de cem línguas.
- Júlio Verne, autor francês, incorporou o esperanto em sua última obra inacabada
- Marco Lucchesi, poeta, escritor, romancista, ensaísta, tradutor e sétimo ocupante da cadeira de Gonçalves Dias na Academia Brasileira de Letras, da qual é o mais jovem presidente dos últimos 60 anos.
- J. R. R. Tolkien, premiado escritor, professor universitário e filólogo britânico autor de obras proeminentes de fantasia como “O Hobbit”, “O Senhor dos Anéis e “O Silmarillion”.[42]
- Petr Ginz, menino falante nativo de esperanto que escreveu um dicionário Esperanto-Tcheco, mas depois morreu em um campo de concentração aos 16 anos. Seu desenho da Lua foi levado a bordo do Ônibus Espacial Columbia. Seu diário aparece em tcheco, espanhol, catalão e esperanto e foi publicado recentemente em inglês.
- Kenji Miyazawa, poeta e escritor de literatura infantil japonês. Autor de Ginga Tetsudō no Yoru (銀河鉄道の夜)).
- Nadija Hordijenko Andrianova, escritora e tradutora ucraniana
- Maria Angelova, poetisa búlgara
- Ba Jin, prolífico escritor chinês e presidente da Associação de Escritores Chineses
- Henri Barbusse, escritor francês e presidente honorário do primeiro congresso da Sennacieca Asocio Tutmonda
- Louis de Beaufront, escritor esperantista
- Gerrit Berveling, poeta holandês esperantista, tradutor e editor da revista literária esperantista, Fonto
- Marjorie Boulton, escritora e poetisa britânica em inglês e esperanto; pesquisadora e escritora
- Jorge Camacho, escritor espanhol esperantista
- Vasili Eroshenko, escritor russo, esperantista, linguista e professor
- Don Harlow, escritor americano esperantista e webmaster dos Estados Unidos
- Hector Hodler, jornalista suíço, tradutor, organizador e filantropo
- Hans Jakob, escritor suíço
- Kálmán Kalocsay, cirurgião húngaro, poeta, tradutor e editor
- Georges Lagrange, escritor francês, membro da Academia de Esperanto
- Nikolai Vladimirovich Nekrasov, escritor e tradutor esperantista da União Soviética
- Mauro Nervi, poeta italiano
- Edmond Privat, autor suíço, jornalista, professor universitário e ativista do movimento
- Cezaro Rossetti, escritor escocês
- René de Saussure, escritor e ativista suíço
- Teodoro Schwartz, médico judeu húngaro, advogado, autor e editor
- William Thomas Stead, conhecido filantropo, jornalista e pacifista que estava a bordo do RMS Titanic quando afundou.
- Þórbergur Þórðarson (Thorbergur Thortharson), escritor islandês
- Leo Tolstoy, escritor e filósofo russo, que afirmou ter aprendido a escrever esperanto após duas horas de estudo
- Julian Tuwim, poeta e tradutor polonês.
- Vladimir Varankin, escritor russo

### Cientistas
- Louis Lumière, francês inventor do cinema, disse: "O uso do esperanto poderia ter uma das consequências mais felizes em seus efeitos nas relações internacionais e no estabelecimento da paz".
- Egon Schaden, um dos pais da antropologia no Brasil e importante estudioso de línguas indígenas.
- Yrjö Väisälä, astrônomo finlandês, descobriu os asteroides 1421 Esperanto e 1462 Zamenhof
- Reinhard Selten, economista alemão e ganhador do Prêmio Nobel de Economia em 1994 por seu trabalho na teoria dos jogos. Ele é autor de dois livros em esperanto sobre esse assunto.
- Daniel Bovet, farmacologista italiano e ganhador do Prêmio Nobel de 1957 em Fisiologia ou Medicina, aprendeu esperanto como primeira língua
- Sidney S. Culbert, linguista e psicólogo americano
- Bertalan Farkas, cosmonauta húngaro
- Wilhelm Ostwald, alemão ganhador do Prêmio Nobel por seu trabalho seminal em catálise química
- Claude Piron, esperantista, psicólogo e lingüista, tradutor para as Nações Unidas
- Leonardo Torres y Quevedo, engenheiro civil e matemático espanhol.
- John C. Wells, foneticista britânico e professor de esperanto
- Vladimir Köppen, geógrafo russo de ascendência alemã
- Marcel Minnaert, astrônomo belga que trabalhou em Utrecht

### Outros
- Muitos adeptos da Fé Bahá'í são/foram envolvidos com o esperanto. Lidia Zamenhof, filha de Zamenhof, era bahá'í. Vários líderes bahá'ís falam o esperanto, mais notavelmente o filho de Bahá'u'lláh, `Abdu'l-Bahá, aprendeu esperanto (ver John Esslemont).
- Rudolf Carnap, filósofo alemão.
- Onisaburo Deguchi, uma das principais figuras do movimento religioso Oomoto no Japão e presidente da Universala Homama Asocio ("Associação Universal de Amor Humano")
- Alfred Fried, ganhador do Prêmio Nobel da Paz e autor de um livro didático sobre esperanto
- Ebenezer Howard, conhecido por sua publicação Garden Cities of To-Morrow (1898), a descrição de uma cidade utópica em que as pessoas convivem harmoniosamente com a natureza
- Papa João Paulo II, proferiu vários discursos em esperanto durante sua carreira[43][44]
- Franko Luin, tipógrafo sueco de nacionalidade eslovena
- John Eyton Bickersteth Mayor, erudito inglês clássico, proferiu um discurso histórico contra os reformistas da língua Congresso Mundial de Esperanto realizado em Cambridge
- Alexander Nedoshivin, especialista em impostos, um dos fundadores da Sociedade Esperantista em Kaunas, Lituânia
- Seok Joo-myung, ecologista coreano que estudou e identificou borboletas nativas da Coreia
- William Main Page, secretário da Edinburgh Esperanto Society, editor e autor
- László Polgár, professor húngaro de xadrez
- Susan Polgar, húngaro-americana grande mestre de xadrez, ensinou esperanto por seu pai László
- William Shatner, ator canadense, cantor e autor
- George Soros, bilionário húngaro-americano e filho de família judaica e esperantista ("Soros", nome escolhido por seu pai para evitar a perseguição antissemita, em esperanto significa "planará, subirá")
- Daniel Tammet, autista savant britânico, declarou o esperanto como uma das dez línguas que ele fala

### Informações básicas
- Esperanto.net- Centro multilíngue de informações sobre esperanto.
- Esperantomondo- Esperanto-portalo kaj koresponda servo
- O Esperanto na Atualidade- Texto da Associação Universal de Esperanto.

### Associações e outras Instituições

#### Nacionais e Internacionais
- Universala Esperanto-Asocio- Associação Universal de Esperanto.
- Brazila Esperanto-Ligo- Liga Brasileira de Esperanto.
- Portugala Esperanto-Asocio- Associação Portuguesa de Esperanto.
- Associação Educativa Artístico Cultural Esperantista- Associação em Mato Grosso - Brasil.
- Internacia Ligo de Esperantistaj Instruistoj (Brazila Sekcio)- Liga Internacional de Instrutores Esperantistas. (Brasil).

#### Regionais
- Alagoana Asocio de Esperanto- Associação Alagoana de Esperanto. (Maceió, AL - Brasil).
- Amazonia Esperanto Asocio- Associação Amazonense de Esperanto. (Manaus, AM - Brasil).
- Asocio Esperantista de Rio-de-Ĵanejro- Associação Esperantista do Rio de Janeiro. (Rio de Janeiro, RJ - Brasil).
- Bahiana Esperanto-Asocio- Associação Baiana de Esperanto. (Salvador, BA - Brasil).
- Esperanto-Asocio de Gojaso- Associação Goiana de Esperanto. (Goiânia, GO - Brasil).
- «Esperanto-Asocio de San Paŭlo». - Associação Paulista de Esperanto. (São Paulo, SP - Brasil).
- Kaŭkaja Esperanto-Klubo- Clube de Esperanto de Caucaia. (Caucaia, CE - Brasil).
- Kultura Kooperativo de Esperantistoj- Cooperativa Cultural dos Esperantistas. (Rio de Janeiro, RJ - Brasil).
- Mato Grosso Esperanto-Grupo- Grupo de Esperanto de Mato Grosso. (Cuiabá, MT - Brasil).
- Paranaa Esperanto-Asocio- Associação Paranaense de Esperanto. (Curitiba, PR - Brasil).
- Pernambuka Esperanto-Asocio- Associação Pernambucana de Esperanto. (Recife, PE - Brasil).
- Santarém Esperanto-Asocio- Associação Santarena de Esperanto. (Santarém, PA - Brasil).
- Suda Mato Grosso Esperantista Societo Sociedade Esperantista do Mato Grosso do Sul.  (Campo Grande, MS - Brasil).
- Taguatinga Esperanto-Klubo- Clube de Esperanto de Taguatinga. (Taguatinga, DF - Brasil).

#### Religiosas
- «Budhana Ligo Esperantista» (em esperanto). - Liga Budista Esperantista
- «Ĉina Budhana Retejo Esperantista» (em esperanto). - Sítio Chinês Budista Esperantista
- «Internacia Katolika Unuiĝo Esperantista» (em esperanto). - União Internacional Católica Esperantista
- «Japana Budhana Ligo Esperantista» (em esperanto). - Liga Budista Esperantista Japonesa
- «Kristana Esperantista Ligo Internacia» (em esperanto). - Liga Internacional Cristã Esperantista
- «Oomoto (おほもと)» (em esperanto)

### Aprendizado pela Internet
- Kurso Saluton!- Curso internacional gratuito de esperanto, pela Internet.
- lernu!- Aprendizado gratuito de esperanto, pela Internet. Disponível em várias línguas.
- Kurso de Esperanto- Descarga gratuita do curso de esperanto KaPe.
- Programa Mia Amiko do Esperanto@Brazilo- Curso de Esperanto e esperantismo com monitores em português.
- Majstro- Dicionário.
- Reta Vortaro- Grande dicionário esperanto-esperanto.
- Plena Manlibro de Esperanta Gramatiko- Grande gramática de esperanto. Em esperanto.
- «LaEtaPrinco.org». - O pequeno príncipe, em esperanto e outras línguas.

### Outros
- «Astronomia Esperanto-Klubo» (em esperanto). - Clube de Astronomia Esperantista.
- «Biciklista Esperantista Movado Internacia» (em esperanto). - Associação Internacional dos Ciclistas Esperantófonos.
- Brazila Esperantista Junulara Organizo- Organização da Juventude Esperantista Brasileira.
- Esperanto, a Língua da Fraternidade Programa semanal da Rádio Rio de Janeiro sobre o Esperanto.
- Esperanto@Brazilo- Movimento Virtual de Esperantistas Brasileiros.
- «Expresso Esperanto». - Programa dominical da Rádio Boa Nova sobre o Esperanto.
- «Site de Bona Espero». - Fazenda Escola Bona Espero Instituição Educacional Esperantista
- Skolta Esperanto-Ligo- Liga Esperantista de Escoteiros
- Tutmonda Esperantista Junulara Organizo- Organização Mundial da Juventude Esperantista.
- «Vikio Kantaro» (em esperanto). - Portal Wiki com letras de músicas em esperanto.